# Odontoperas aethiops
Odontoperas aethiops är en fjärilsart som beskrevs av Sergius G. Kiriakoff 1965. Odontoperas aethiops ingår i släktet Odontoperas och familjen tandspinnare. Inga underarter finns listade i Catalogue of Life.